# Graves-Saint-Amant
Graves-Saint-Amant ist eine westfranzösische Gemeinde mit 328 Einwohnern (Stand: 1. Januar 2022) im Département Charente in der Region Nouvelle-Aquitaine (vor 2016 Poitou-Charentes). Die Gemeinde gehört zum Arrondissement Cognac und zum Kanton Charente-Champagne. Die Einwohner werden Gravois genannt.

## Lage
Graves-Saint-Amant liegt etwa 20 Kilometer westsüdwestlich von Angoulême an der Charente, die die Gemeinde im Norden begrenzt. Umgeben wird Graves-Saint-Amant von den Nachbargemeinden Bassac im Norden, Saint-Simon im Nordosten, Angeac-Charente im Süden und Osten, Bouteville im Süden und Südosten sowie Saint-Même-les-Carrières im Westen und Nordwesten.

## Geschichte
1997 wurden die Gemeinden Graves und Saint-Amant-de-Graves zur heutigen Kommune zusammengelegt.

### Bevölkerungsentwicklung
| Jahr                       | 1962 | 1968 | 1975 | 1982 | 1990 | 1999 | 2006 | 2018 |
| Einwohner                  | 214  | 227  | 217  | 203  | 259  | 338  | 313  | 332  |
| Quellen: Cassini und INSEE |      |      |      |      |      |      |      |      |

## Sehenswürdigkeiten
- Kirche Saint-Martin in Graves aus dem 12. Jahrhundert, Umbauten aus dem 15. Jahrhundert, Monument historique seit 1986
- Kirche Saint-Amant, früheres Priorat, im 17. Jahrhundert wieder errichtet
- Schloss Bois-Charente aus dem 16. Jahrhundert

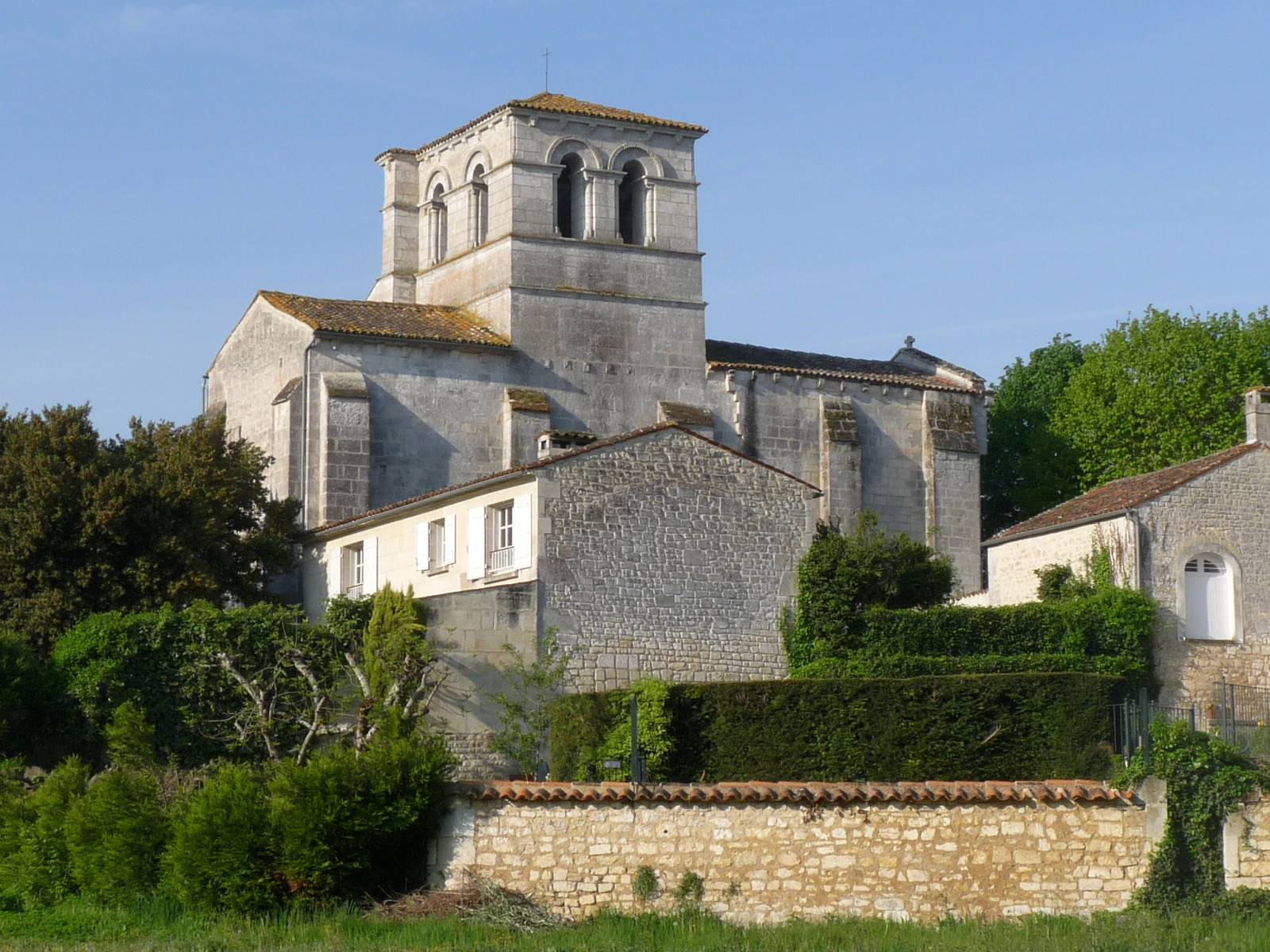
Kirche Saint-Martin
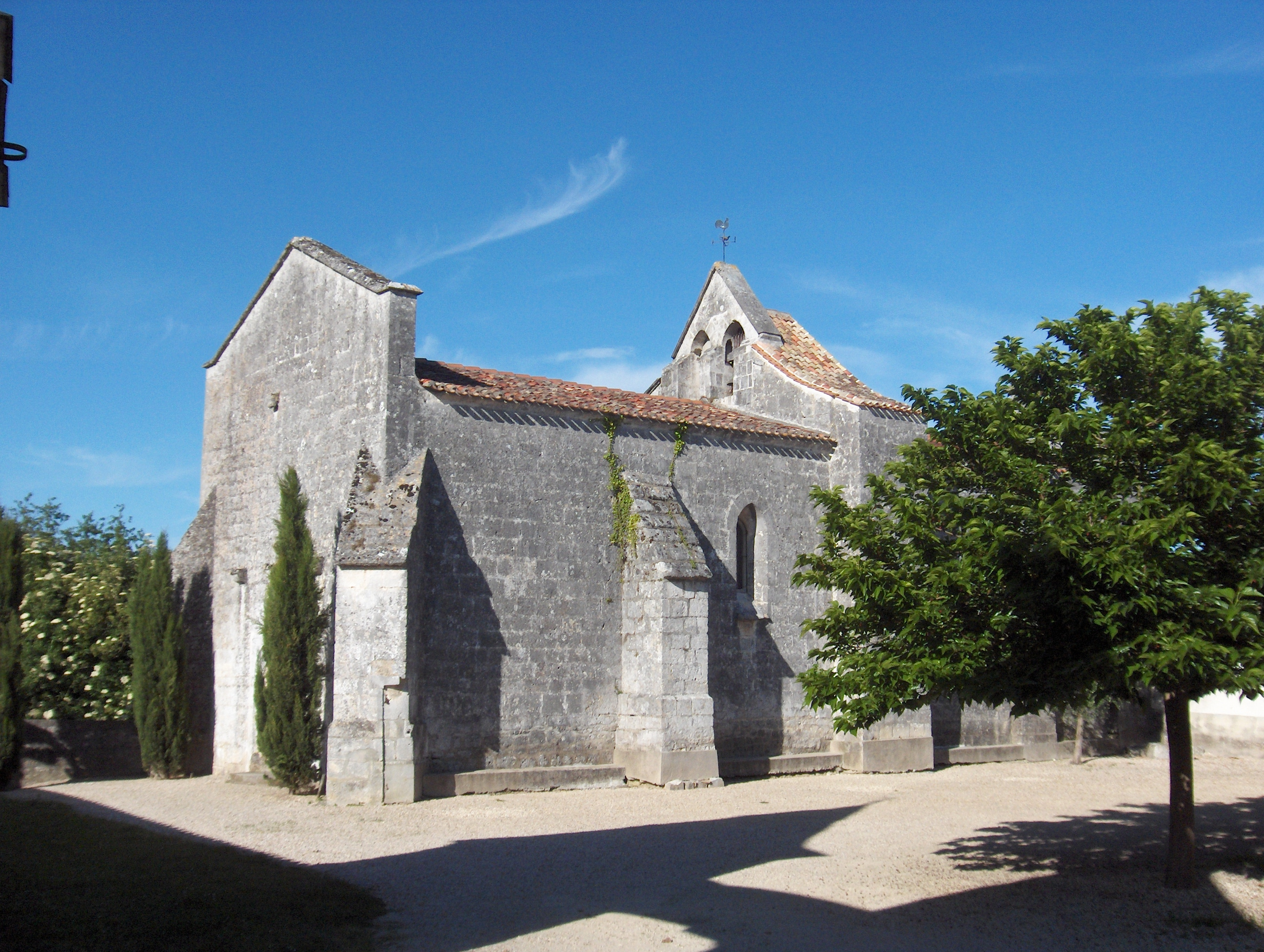
Kirche Saint-Amant
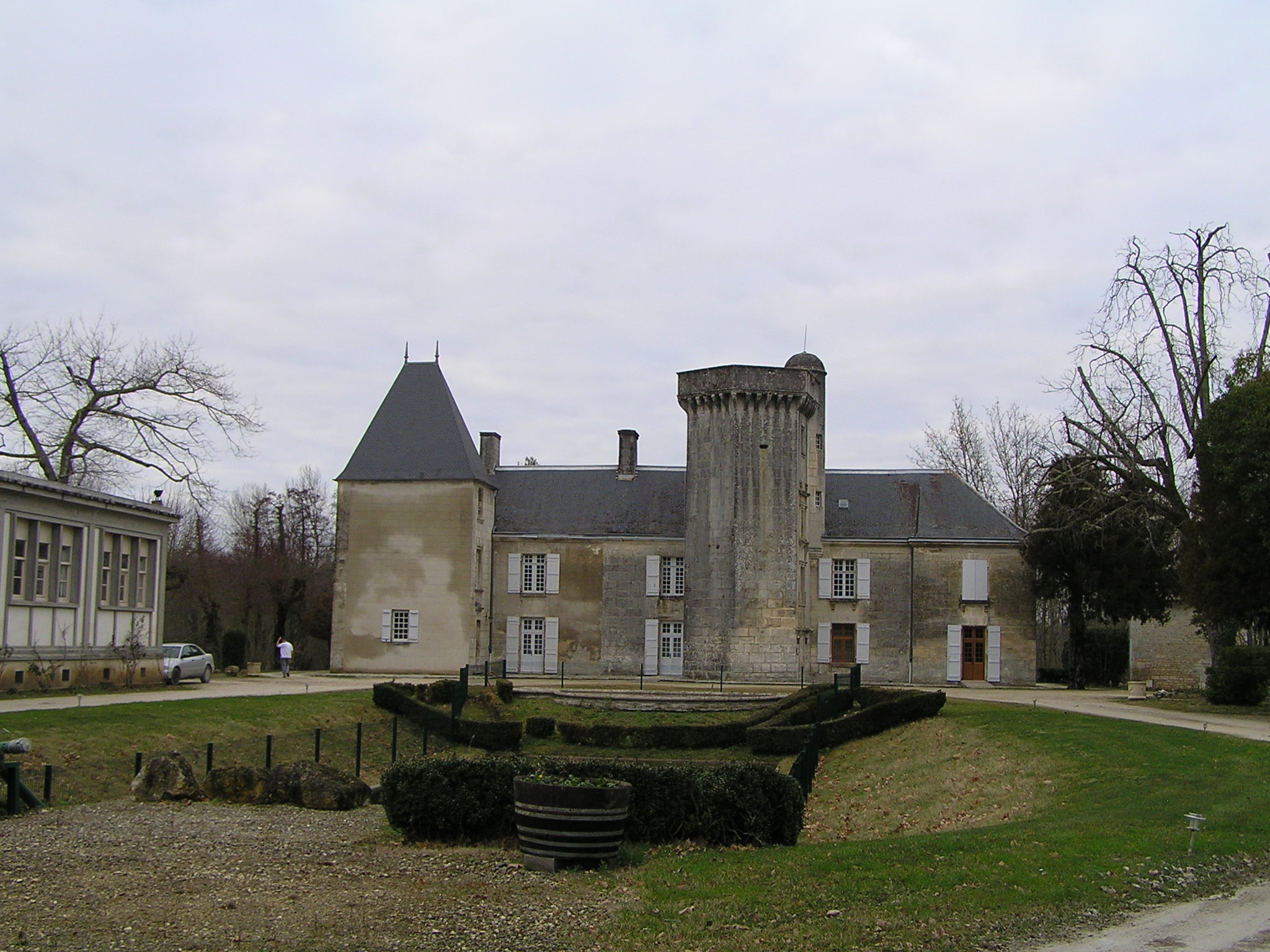
Schloss Bois-Charente